# 金得九
金 得九（キム・ドゥック、朝鮮語: 김득구、英語: Deuk-Koo Kim、1959年8月1日 – 1982年11月18日）は、韓国江原道出身のプロボクサーで、第24代OPBF東洋太平洋ライト級王者。世界タイトル挑戦後、リング禍で死去した。生涯戦績は20戦17勝（8KO）2敗1分。

## キャリア
1978年12月7日、プロデビュー。
1980年12月6日、10戦目で韓国ライト級王座獲得。
1982年2月28日、15戦目で東洋太平洋ライト級王座獲得。その後、7月18日までの短期間に3度の防衛に成功。さらに石戸敬士相手の3度目の防衛戦の1ヶ月前にノンタイトル戦を1試合行い、判定勝利を収めている。
1982年11月13日、20戦目で世界初挑戦。米国・ネバダ州ラスベガスでWBA世界ライト級王者レイ・マンシーニ（米国）に挑むも、14ラウンドでマンシーニに顎を強打され、14回19秒KO負け。試合後、リング上で意識を失い、そのまま試合会場近くの病院へ搬送されたが、4日間の脳死状態の末、実母の同意を得て酸素マスクを外され、試合から4日後の11月18日に死去した。27歳没。

## 死後
得九の死から3ヵ月後に得九の実母が、翌年の7月にはマンシーニ戦でレフェリーを務めたリチャード・グリーネが相次いで自殺してしまう。さらにはマンシーニも、複数回自殺を試みたほどだった。
このことは得九が倒れる場面がテレビで生中継されるなど、マスコミによって大きく取り上げられ、1960年代以降ボクシングが国内で最高のスポーツとして認められた韓国国内では、一転して危険なスポーツという認識が生じ始めた。また、米連邦議会ではボクシングの危険性についての公聴会が開かれた。
これまでボクシングの世界タイトル戦は15ラウンド制で行われていたが、得九の死をきっかけに12ラウンド制に短縮された（はじめはWBC、その後WBA、IBFでも相次いで短縮された）。また、すべてのラウンドの間に休憩時間を60秒から90秒に増やし、スタンディングダウン制が導入された。さらに、オリンピックのボクシング競技でも、1984年夏季大会からヘッドギアの使用が義務付けられた。 
2013年には得九の生涯を題材にした映画『The Fight That Changed Boxing Forever』が公開された。

## 獲得タイトル
- 韓国ライト級王座
- 第24代OPBF東洋太平洋ライト級王座（防衛3=返上）